# Pochazia mamyona
Pochazia mamyona är en insektsart som beskrevs av William Lucas Distant 1916. Pochazia mamyona ingår i släktet Pochazia och familjen Ricaniidae. Inga underarter finns listade i Catalogue of Life.